# Musée des Verts
Ne pas confondre avec le musée Vert.

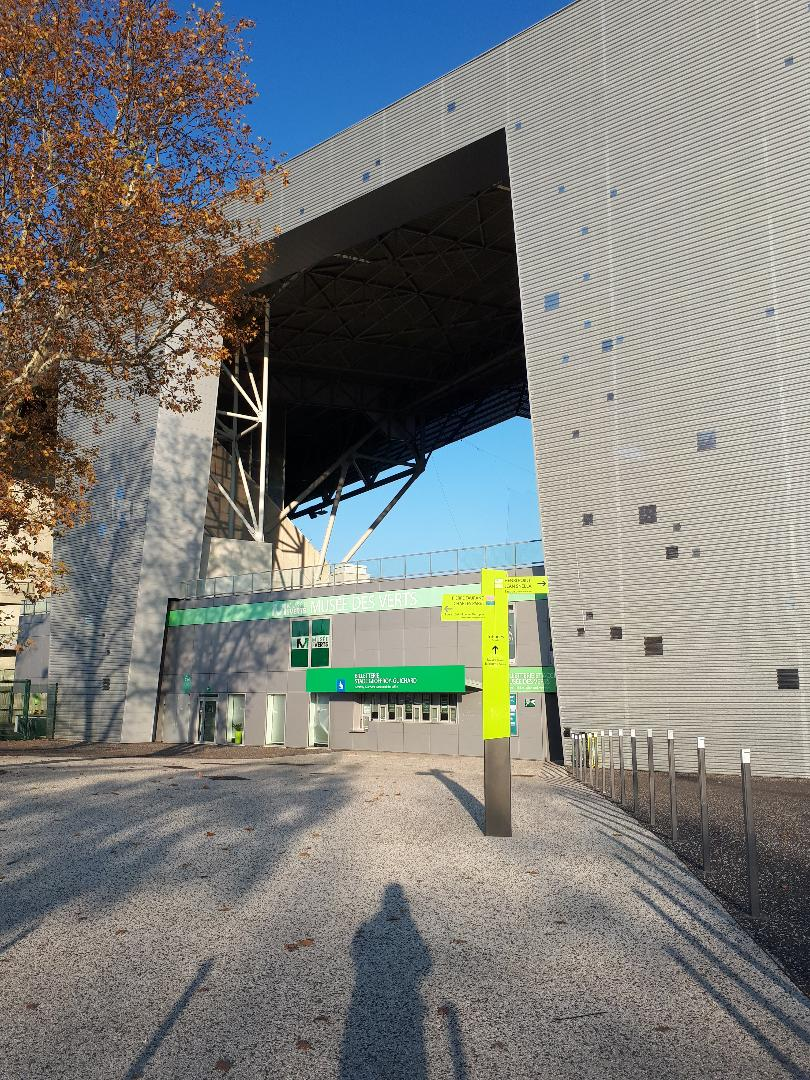
En allant vers le stade Geoffroy-Guichard et le musée des Verts.

Le musée des Verts est un musée du sport dont les collections sont relatives à l'équipe de football de l'AS Saint-Étienne. Inauguré en décembre 2013, il se situe au premier étage du bâtiment dans l'angle des tribunes Pierre Faurand et Jean Snella du stade Geoffroy-Guichard, à Saint-Étienne en France.

## Présentation

### Lieu
Le musée est installé au-dessus de la billetterie, au premier étage du bâtiment dans l'angle des tribunes Pierre Faurand et Jean-Snella du stade Geoffroy-Guichard construit lors de la dernière rénovation en date de l'enceinte : il occupe huit salles sur une surface 800 m2.

### Contexte de la création
Le musée des Verts est considéré comme le premier du genre en France. La construction du lieu a été financée en partie par le conseil général de la Loire qui a débloqué 2,5 millions d'euros. Le lieu affiche à sa création, l'ambition d'atteindre 45 000 visiteurs par an.
La programmation muséographique, la conception scénographique et la maîtrise d’œuvre du Musée des Verts est dû à l'agence Les Charrons.

### Collections
Les « poteaux carrés » de la finale de la coupe d'Europe 1976 font partie des éléments présentés au public,,. Sont également inclus parmi les mille objets présentés : les trophées, cent cinquante maillots, des ballons ou encore la Mercedes d'Ivan Ćurković.

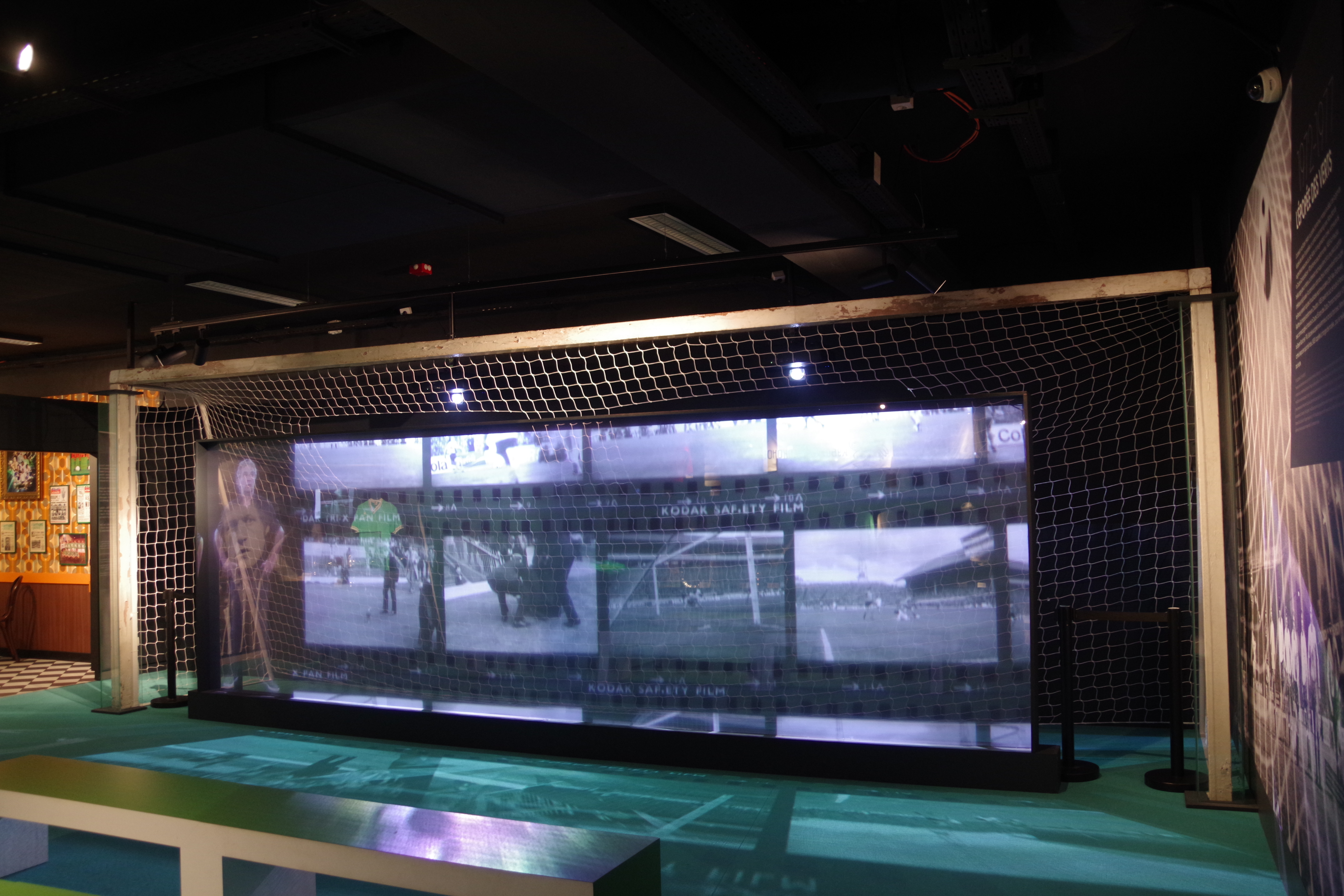
Les poteaux carrés.
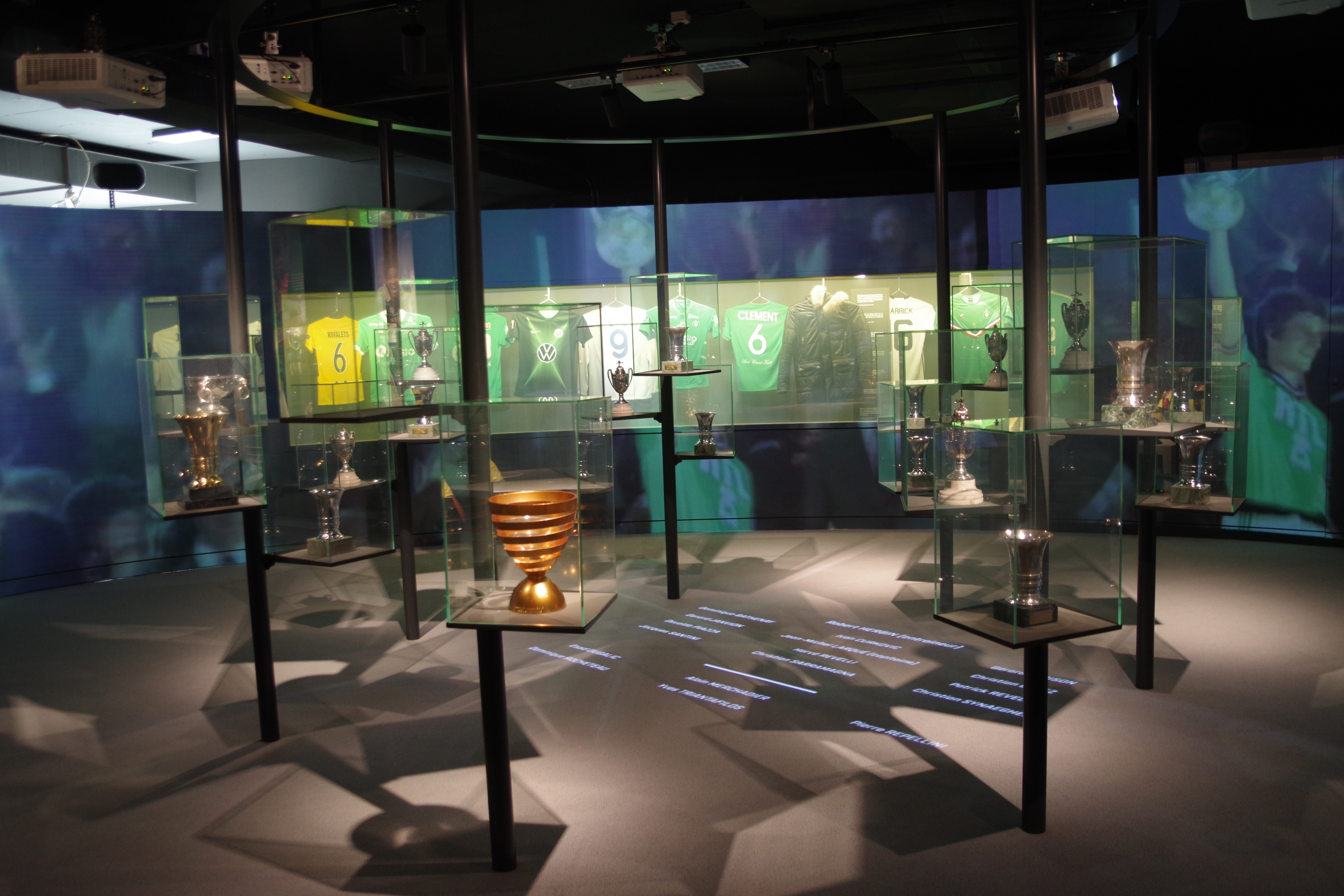
La salle des trophées.